# Nikolai Michailowitsch Charlamow (Admiral)

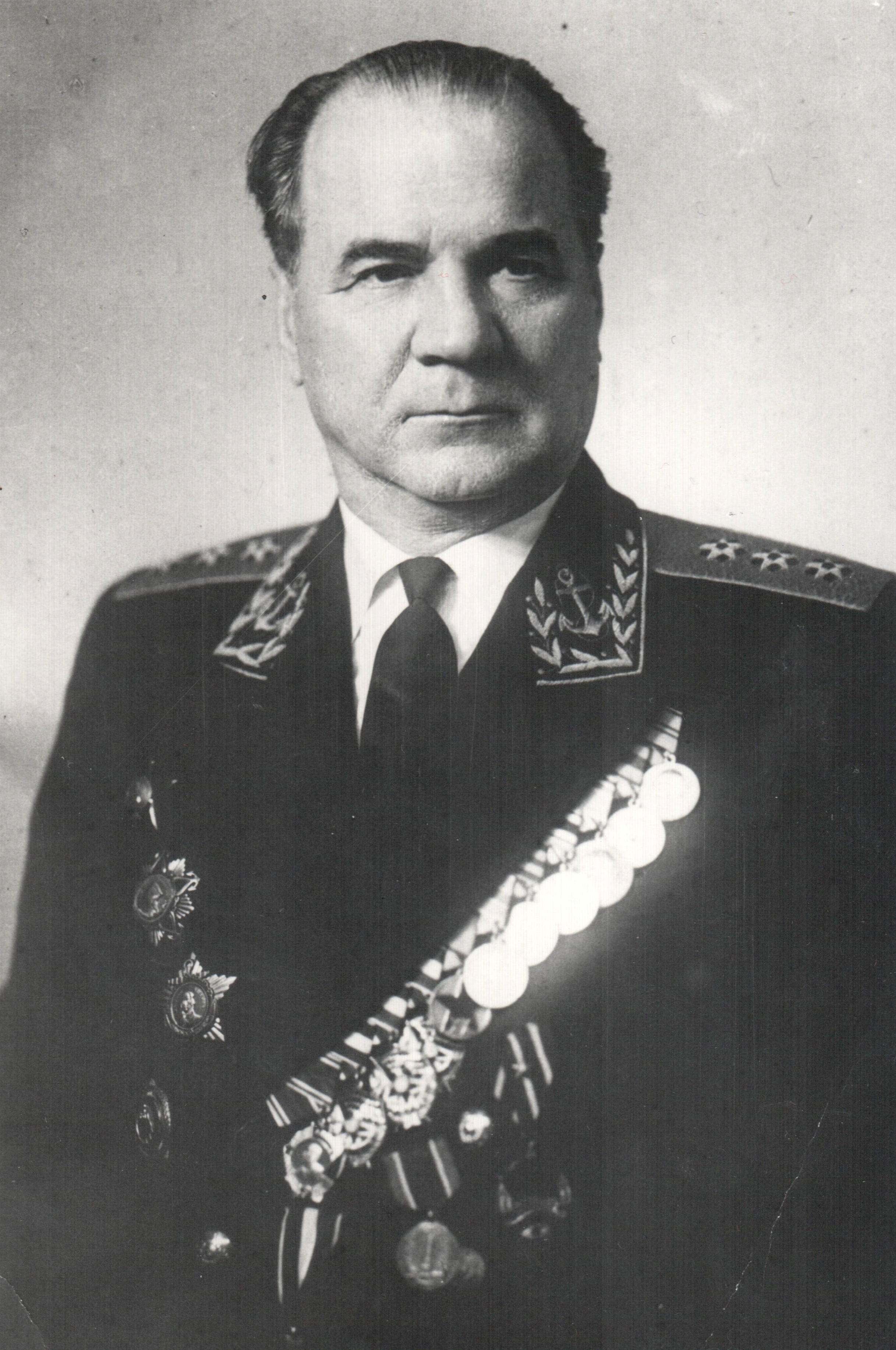
Nikolai Charlamow

Nikolai Michailowitsch Charlamow (russisch Николай Михайлович Харламов; * 6. Dezemberjul. / 19. Dezember 1905greg. in Schukowka, Gouvernement Orjol, Russisches Kaiserreich; † 9. April 1983 in Moskau, Russische Sowjetrepublik, Sowjetunion) war ein sowjetisch-russischer Admiral.

## Leben
Nikolai Michailowitsch Charlamow wurde in Schukowka im Gouvernement Orjol (heute im Rajon Schukowka in der Oblast Brjansk) geboren. 1922 trat Charlamow in die Sowjetische Marine ein. 1925 trat er in die WKP ein, die spätere KPdSU. 1941 absolvierte er die Seekriegsakademie für Kommandeure „K. J. Woroschilow“ und die Akademie des Generalstabs der „Roten Arbeiter- und Bauernarmee“.
In den 1920er Jahren diente er in der Schwarzmeerflotte. Von Februar 1938 bis April 1941 war er Stabschef der Schwarzmeerflotte. 1940 wurde er zum Konteradmiral befördert.

### Zweiter Weltkrieg
Nach Beginn des Großen Vaterländischen Krieges wurde Charlamow am 20. Juli 1941 zum sowjetischen Militärattaché in London ernannt. In dieser Funktion blieb er bis Oktober 1944 und war an der Eröffnung der Zweiten Front beteiligt. Am 20. November 1944 wurde er zum Stellvertreter des Generalstabschefs der Sowjetischen Marine ernannt.

### Nachkriegszeit
Von 1946 bis Juni 1950 war er beim Generalstab der sowjetischen Marine in verschiedenen Funktionen tätig. Von 1950 bis 1954 kommandierte er die 8. Flotte innerhalb der von 1946 bis 1955 zweigeteilten Baltischen Flotte. Von November 1956 bis Mai 1959 kommandierte er die gesamte Baltische Flotte.
Im Mai 1959 wurde er zum Berater der chinesischen Volksbefreiungsarmee ernannt. 1971 wurde er aus dem aktiven Dienst in den Ruhestand entlassen. Von 1954 bis 1962 war er Volksdeputierter des Obersten Sowjets der UdSSR der 4. und 5. Legislaturperiode.
Er starb am 9. April 1983 und wurde auf dem Kunzewoer Friedhof in Moskau beigesetzt.

## Ehrungen
Die Admiral Charlamow, ein russischer Zerstörer der Udaloy-Klasse bei der Nordflotte, wurde von der Russischen Seekriegsflotte nach ihm benannt.

## Auszeichnungen

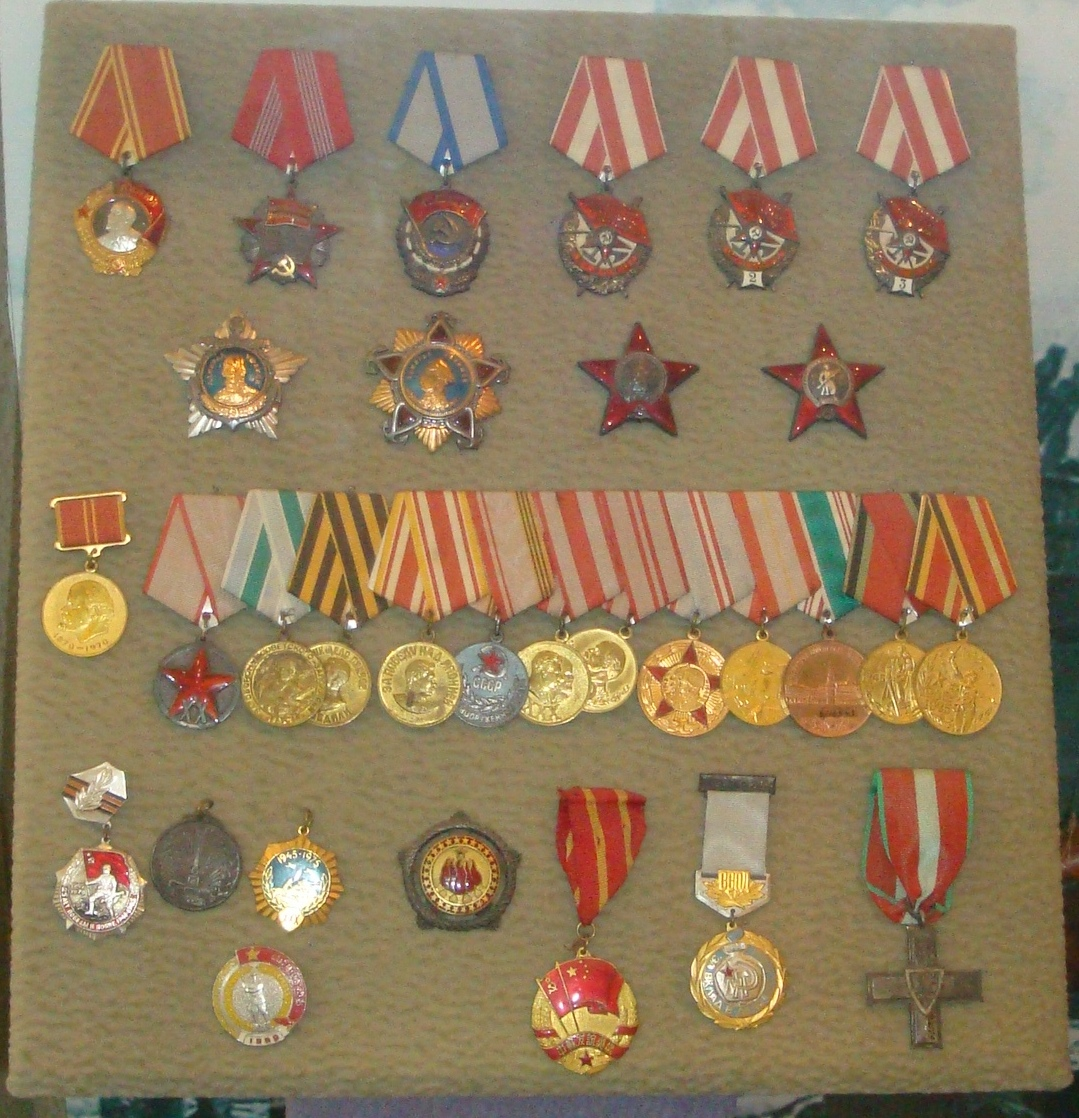
Charlamows Auszeichnungen im Zentralmuseum der russischen Streitkräfte

Beförderungen
- 15. Dezember 1936: Flagmann der Flotte I. Klasse
- 4. Juni 1940: Konteradmiral
- 21. Juli 1944: Vizeadmiral
- 11. Mai 1949: Admiral

- Leninorden (1947)
- Orden der Oktoberrevolution (1975)
- 3 × Rotbannerorden (1944, 1944, 1953)
- Uschakoworden I. Klasse (1945)
- Nachimoworden I. Klasse (1945)
- Orden des Roten Banners der Arbeit
- 2 × Orden des Roten Sterns (1938, 1965)
- Jubiläumsmedaille „Zum Gedenken an den 100. Geburtstag von Wladimir Iljitsch Lenin“
- Medaille „Für die Verteidigung des sowjetischen Polargebietes“
- Medaille „Sieg über Deutschland“

- Medaille „20. Jahrestag des Sieges im Großen Vaterländischen Krieg 1941–1945“
- Medaille „Für den Sieg über Japan“
- Medaille „Veteran der Streitkräfte der UdSSR“
- Jubiläumsmedaille „XX Jahre Rote Arbeiter-und-Bauern-Armee“
- Medaille „30 Jahre Sowjetarmee und Flotte“
- Medaille „40 Jahre Streitkräfte der UdSSR“
- Medaille „50 Jahre Streitkräfte der UdSSR“
- Medaille „60 Jahre Streitkräfte der UdSSR“
- Medaille „30. Jahrestag des Sieges im Großen Vaterländischen Krieg 1941–1945“
- Medaille „Zum 250-jährigen Jubiläum Leningrads“